# 華都西餐廳
華都西餐廳，是表演工作坊的相聲劇系列所虛構的舞台，最早出現於1985年的《那一夜，我們說相聲》，之後被繼續沿用。而每每在此表演，都會遇上特別來賓沒到場的窘境。

## 使用此虛構場景的相聲劇
- 那一夜，我們說相聲（1985年版及1993年版）
- 這一夜，誰來說相聲？
- 又一夜，他們說相聲

## 沒到場的來賓
- 那一夜，我們說相聲（1985年版及1993年版）：舜天嘯、王地寳
- 這一夜，誰來說相聲？：常年樂
- 又一夜，他們說相聲：馬千(?)

## 出名人物
小妹（又一夜，他們說相聲）

## 鎮秀法寳
三隻毛毛蟲的猜謎（那一夜，我們說相聲）

## 姐妹企業
華光牛肉場（這一夜，誰來說相聲？）

## 外部連結
【表坊】回憶錄－又一夜，他們說相聲